# Порт Банбхор
Раскопки Банбхора расположены на северном берегу реки Гаро Скрип, в 65 километрах восточнее Карачи. С I века до н. э. до XIII века нашей эры развивался город-порт Банбхор. Часть его находится под водой, те же части которые находятся на поверхности по-прежнему хорошо сохранились и представляют собой вид ранних исламских городов и портов в Южной Азии. Порт состоит из пяти основных зон, наиболее впечатляющей из которых является 10 метровая в высоту насыпь, находящаяся на берегу ручья.